# Рендолф Джеймс Брезник
Рендольф Джеймс Брезник (Бреснік, англ. Randolph James Bresnik; 11 вересня 1967, в місті Форт Нокс, Кентуккі) — американський астронавт НАСА. Полковник ВПС США (на 2010 рік). Учасник одного польоту на «Спейс шаттл» — STS-129, провів у космосі 10 діб 19 годин 16 хвилин 13 секунд (до 2017 року). Здійснив п'ять виходів у відкритий космос.

## Військова служба
- 1989 р. — травень — служить в Корпусі Морський Піхоти (КМП) США. Пройшов навчання в Школі основний спеціальної підготовки (англ. The Basic School - TBS) і на Курсах підготовки офіцерів піхоти (англ. Infantry Officers Course - IOC) в Куантіко (англ. Quantico), штат Вірджинія (англ. Virginia). Після початкової льотної подготокі на базі в Пенсакола (англ. Pensacola), штат Флорида, пройшов додаткову подготовку на базі Бівіль (англ. Beeville) у Техасі,
- 1992 р. — отримав кваліфікацію військово-морського льотчика. Потім в 106-й навчальній винищувально-штурмової авіаескадрильї ВМС (англ. Navy Fighter / Attack Training Squadron VFA-106) на авіаційній базі Сесіл Філд (англ. NAS Cecil Field) у Флориді почав подготоку до польотів на винищувачі-штурмовику F / (англ. A-18 Hornet). По завершенні підготовки отримав призначення в 212-ю винищувально-штурмову авіаескадрилью морської піхоти (англ. Marine Fighter / Attack Squadron VMFA-212). Служив на авіабазі КМП Каное Бей (англ. MCAS Kaneohe Bay) — Гавайські острови, потім на авіабазі КМП Ель-Торо (англ. MCAS El Toro) в Каліфорнії і, нарешті, на КМП Мірамар (англ. MCAS Miramar) (Каліфорніч). За час служби взяв участь в трьох походах у західну частину Тихого океану і пройшов підготовку на Курсах КМП по підготовці інструкторів з тактики і озброєнню (англ. Marine Corps Weapons and Tactics Instructors Course - WTI) і в Школі бойової підготовки ВМС (англ. Naval Fighter Weapons School TOPGUN).
- 1999 р. — січень — почав підготовку в Школі льотчиків-випробувачів ВМС (англ. US Naval Test Pilot School - USNTPS) на авіабазі Пет'юксент-Рівер (англ. NAS Patuxent River) в штаті Меріленд, яку закінчив у грудні 1999 року.
- 1999 р. — грудень — призначений льотчиком-випробувачем в випробувальну ударну ескадрилью (англ. Strike Aircraft Test Squadron - NSATS), літав на літаках F / A-18 AD і F / A-18 E / F.
- 2001 р. — січень — повернувся в Школу льотчиків-випробувачів ВМС як інструктор з польотів на F / A-18, T-38 і T-2.
- 2002 р. — січень — знову був призначений до випробувальної ударної ескадрильї NSATS, де продовжив випробування літаків F / A-18 AF як координатор проекту.
- 2002 р. — листопад — був переведений в 11-ту авіагрупу КМП (англ. Marine Aircraft Group Eleven - MAG-11) як офіцер із планування операцій (англ. Future Operations Officer).
- 2003 рік — січень — брав участь в бойовому розгортанні 11-ї авіагрупи КМП на авіабазі Ахмед Аль Джабер (Ahmed Al Jaber Air Base) у Кувейті. Як пілот літака F / A-18 у складі 225-ї винищувально-штурмової авіаескадрильї морської піхоти (VMFA-225) виконував бойові польоти під час проведення операцій «Південний дозор» (Southern Watch) і «Звільнення Іраку» (Iraqi Freedom). До моменту зарахування в загін служив в 232-й винищувально-штурмовій авіаескадрильї морської піхоти (VMFA-225) офіцером оперативного відділу штабу (Operations Officer) на авіабазі КМП Мірамар.

## Космічна підготовка
- 1997 р. — командуванням Корпусу Морської Піхоти США був включений в спрямований НАСА список претендентів для зарахування до числа кандидатів 18-го набору астронавтів, однак на обстеження і співбесіду в Космічний центр ім. Джонсона не викликався.
- 2003 р. — 16 листопада — у складі п'ятої групи фіналістів проходив обстеження і співбесіди в Космічному центрі ім. Ліндона Джонсона.
- 2004 р. — 6 травня — був зарахований до загону астронавтів НАСА у складі 19-го набору як кандидат на посаду пілота шатла. Приступив до навчання з курсу «загальнокосмічної підготовка» (ОКП).
- 2004 р. — червень — почав проходити підготовку за курсом «загальнокосмічної підготовки» (ОКП) в Космічному центрі ім. Джонсона (Johnson Space Center — JSC).
- 2006 р. — 10 лютого — закінчив курс «загальнокосмічної підготовки» (ОКП), отримав кваліфікацію «пілот шатла» і отримав призначення у Відділення по МКС у Відділ астронавтів НАСА.
- 2008 р. — 30 вересня — у прес-релізі НАСА було повідомлено про його призначення до екіпажу фахівцем польоту — шаттл STS-129, політ якого в той момент був призначений на 10 жовтня 2009 р.

## Космічні польоти
Перший політ здійснив на «Спейс шаттл» — STS-129 протягом 16-27 листопада 2009 року. Провів у космосі 10 діб 19 годин 16 хвилин 13 секунд. Здійснив два виходи у відкритий космос, тривалість позакорабельної діяльності (ВКД) — 11 годин 50 хвилин.
Другий політ як бортінженер у складі корабля Союз МС-05 розпочався 28 липня 2017 року. Бере участь у роботі 52-ї та 53-ї експедицій на Міжнародній космічній станції. У жовті 2017 року здійснив три виходи у відкритий космос. 5 жовтня Р. Брезник та Марк Ванде Хей здійснили позаплановий вихід у відкритий космос під час якого було здійснено ремонт механізму захоплення крана-маніпулятора Канадарм2. Роботи тривали протягом 6 год. 55 хв. 10 жовтня Р. Брезник та М. Ванде Хей під час робіт змастили новий захоплючач на Канадарм2, а також встановили нови камери на поверхні станції. 20 жовтня Р. Брезник та Дж. Акаба протягом 6 год. 49 хв. замінили блок освітлення в телекамері на Канадарм2, встановили ще одну камеру, замінили елемент електрообладнання на Dextre і зняли термізоляційне покриття з двох блоків МКС.

## Сім'я
- Дружина — Ребекка Баргін (Rebecca Burgin), народилася в місті Помптон-Плейнз, Нью-Джерсі, розписалися в травні 2004 року.
- Син — Уайет (2006), усиновлений восени 2008 року майже трирічним хлопчиком (місце народження — м. Дніпро, Україна).
- Дочка — Абігейл Мей (2009), народилася під час польоту в космос Брезник на STS-129.